# Tanourdi
Tanourdi (en àrab تنوردي, Tanūrdī; en amazic ⵜⴰⵏⵓⵔⴷⵉ) és una comuna rural de la província de Midelt, de la regió de Drâa-Tafilalet, al Marroc. Segons el cens de 2014 tenia una població total de 2.872 persones.